# Antic Cinema Núria
L'Antic Cinema Núria és una obra desapareguda d'Amer (Selva) que estava inclosa a l'Inventari del Patrimoni Arquitectònic de Catalunya.

## Descripció
L'antic Cinema Núria va ser enderrocat i en el solar originari s'ha construït un gran bloc de pisos. Un bloc de pisos de grans proporcions i dimensions que consta de quatre plantes. La planta baixa està destinada a usos comercials, com així ho acredita la farmàcia que hi trobem instal·lada, mentre que els tres pisos superiors són adreçats a habitatges plurifamiliars.

## Història
L'antic Cinema Núria va ser enderrocat a finals del segle passat aproximadament i en el seu lloc es va construir a principis de segle, un gran bloc de pisos.